# Antsohihy
Antsohihy, grad na sjeverozapadu Madagaskara s 19 878 stanovnika, upravno središte Regije Sofie i Distrikta Antsohihyja u Provinciji Mahajangi.
Antsohihy na malgaškom znači tamo gdje ima mnogo drveća (sohihi), vrsta drveća iz porodice Rubiaceae rabi se za izgradnju brodova.

## Povijest
Antsohihy se počeo formirati kao grad u doba francuske kolonijalne uprave od 1899. godine. Poznat je po tome što je bio zavičaj prvog malgaškog predsjednika Philiberta Tsiranane koji je u okolini (Anjiamangirana) pohađao osnovnu školu. Godine 2011. je njegova zaklada postavila solarne panele na školu snage 2000 W, te darovala 72 kg lijekova lokalnoj bolnici.

## Geografska i klimatska obilježja
Antsohihy leži s desne strane rijeke Loza (Antambo), pritoke Maerovana blizu njene delte u zaljevu Loza u Mozambički kanal tako da ima luku do koje mogu doploviti brodovi plićeg gaza. 
Grad je udaljen 664 km od glavnog grada Antananariva i oko 376 km od provincijskog središta Mahajange. Klima je vruća tropska, vlažna sezona (asara) traje od listopada do travnja. Suha (asotri) je na rasporedu od svibnja do rujna, tad prosječna dnevna temperatura može narasti na preko 40°C.

## Gospodarstvo i promet
Do Antsohihyja vodi državna cesta br. 6 kojom je povezan s ostalim malgaškim gradovima, a u njegovu luku mogu uploviti samo manji brodovi. Grad posjeduje i zračnu luku Antsohihy-Ambalabe (IATA: WAI ICAO: FMNW) iz koje postoje dva puta mjesečno letovi za Antananarivo.
Antsohihy je središte drvne industrije i trgovačko središte bogatog poljoprivrednog kraja u kojem se uzgajaju najviše duhan, kava, vanilija i riža. Pored grada iskapa se krom.

## Vanjske poveznice
- Lexique localite Antsohihi
- Alliance française d' Antsohihy  Arhivirana inačica izvorne stranice od 19. rujna 2015. (Wayback Machine)